# Werthenstein
Werthenstein é uma comuna da Suíça, no Cantão Lucerna, com cerca de 1.962 habitantes. Estende-se por uma área de 15,80 km², de densidade populacional de 124 hab/km². Confina com as seguintes comunas: Entlebuch, Malters, Ruswil, Schwarzenberg, Wolhusen.
A língua oficial nesta comuna é o Alemão.